# Litra J
DSB's Litra J. Dansk Damplokomotiv.
I årene 1886 til 1893 blev der bygget 20 stk. af dette lokomotiv. Litra nr er (J 1 til J 20).
Længde over pufferne (lop) inkl. tenderen 12,21 m. Lokomotivet vejer i køreklar stand. 43,8 tons og må max køre 70 km/t. Det kunne trække et persontog på 120 tons eller et godstog på 330 tons.
Hjulstillingen 0B1 T2
| Jernbane | Spire Denne jernbaneartikel er en spire som bør udbygges. Du er velkommen til at hjælpe Wikipedia ved at udvide den. |